# Liste der Monuments historiques in Reugny (Allier)
Die Liste der Monuments historiques in Reugny (Allier) führt die Monuments historiques in der französischen Gemeinde Reugny auf.

## Liste der Bauwerke
| Bezeichnung                   | Beschreibung              | Standort | Kennzeichnung | Schutzstatus | Datum | Bild           |
| ----------------------------- | ------------------------- | -------- | ------------- | ------------ | ----- | -------------- |
| Ehemaliges Priorat Notre-Dame | Erbaut im 12. Jahrhundert | (Lage)   | PA00093256    | Inscrit      | 1989  | weitere Bilder |

## Liste der Objekte
- Monuments historiques (Objekte, z. B. Gemälde, Skulpturen, Altäre etc.) in Reugny (Allier) in der Base Palissy des französischen Kultusministeriums